# Осломей
О̀сломей (на македонска литературна норма: Осломеј; на албански: Osllomeji) е село в Северна Македония, част от община Кичево.

## География
Селото е разположено в областта Горно Кичево на река Темница на 8 километра северно от Кичево.

## История
В XIX век Осломей е село в Кичевска каза на Османската империя. В „Етнография на вилаетите Адрианопол, Монастир и Салоника“, издадена в Константинопол в 1878 година и отразяваща статистиката на населението от 1873 година, Осмолей (Osmoleï) е посочено като село с 16 домакинства с 44 жители българи.
Според статистиката на Васил Кънчов („Македония. Етнография и статистика“) към 1900 година в Осломей живеят 192 българи християни.
На Етнографската карта на Битолския вилает на Картографския институт в София от 1901 година Осломей е чисто българско село в Кичевската каза на Битолския санджак с 3 къщи.
Цялото население на селото е под върховенството на Българската екзархия. По данни на секретаря на екзархията Димитър Мишев („La Macédoine et sa Population Chrétienne“) в 1905 година в Осломей има 240 българи екзархисти.
След Междусъюзническата война в 1913 година селото попада в Сърбия.
Църквата „Света Богородица“ е изградена в 1921 година. Обновена е в 1986 година и преосветена в 1987 година от митрополит Тимотей Дебърско-Кичевски. Иконостасът е подарък от Цветан Лазарески и е от 1923 година.
Според албанското преброяване от 1942 година в Осломей живеят 148 българи и 81 сърби.
Според преброяването от 2002 година селото има 40 жители, а според последното преброяване от 2021 година – 21 жители, всички македонци.
От 1996 до 2013 година селото е център на община Осломей.

## Личности
Родени в Осломей
- Йоаким Кърчовски (ср. на XVIII век – около 1820), български книжовник, Осломей се смята за най-достоверното му родно място
- Константин Антонов, български опълченец, ІV опълченска дружина, умрял преди 1918 г.[9]
- Киро Павлески (1921 – 1943), югославски партизанин[10]